# Le Vernet (Alpes de Alta Provenza)
 Le Vernet  es una población y comuna francesa, en la región de Provenza-Alpes-Costa Azul, departamento de Alpes de Alta Provenza, en el distrito de Digne-les-Bains y cantón de Seyne.

## Demografía
| 85 | 180 | 140 | 63 | 110 | 104 |
| Para los censos de 1962 a 1999 la población legal corresponde a la población sin duplicidades (Fuente: INSEE [Consultar]) |     |     |    |     |     |